# Top Line – Das Geheimnis des Azteken-Berges
Top Line – Das Geheimnis des Azteken-Berges(Originaltitel: Top Line) ist ein italienischer Film des Regisseurs Nello Rossati aus dem Jahr 1988. Die Hauptrollen übernahmen Franco Nero und Deborah Moore.

## Handlung
Der in Kolumbien lebende italo-amerikanische Schriftsteller und Journalist Ted Angelo hat sich in letzter Zeit mehr Frauen und dem Alkohol zugewandt als dem Schreiben. Von seiner Ex-Frau und Herausgeberin bekommt er daraufhin ein Flugticket als Abmahnung geschickt. Jedoch entdeckt seine derzeitige Freundin einen seltenen Dolch, der ihn zu einem Aztekenschatz führt. Als er einen Teil davon verkaufen will, um sich finanziell zu sanieren, merkt er, dass alle Interessenten an dem Schatz auf mysteriöse Weise umkommen. Nun ist sein journalistischer Ehrgeiz geweckt und er versucht dem Geheimnis auf die Spur zu kommen. Mit Hilfe des zwielichtigen deutschen Antiquitätenhändler Heinrich Holzmann entdeckt er daraufhin in einer Höhle neben einem Jahrhunderte altem Schiff ein außerirdisches Raumschiff.
Als er mit dieser Schlagzeile Geld verdienen will, wird er plötzlich von diversen Geheimdiensten und auch Außerirdischen gejagt. Dabei entdeckt er, dass die Aliens unlängst die Macht über die Welt erlangt haben. Jedoch gelingt es ihm diese zu besiegen.

## Hintergrund
- Der Film feierte am 16. August 1988 in Italien Premiere
- In den deutschen Kinos startete er am 22. September 1988
- Die Außenaufnahmen wurden teilweise in der kolumbianischen Stadt Cartagena gedreht
- Die deutsche Erstausstrahlung im Fernsehen fand am 9. Mai 1994 auf Pro7 statt
- Franco Nero und Deborah Moore standen im selben Jahr bereits kurz zuvor gemeinsam für den Film Pygmalion 88 vor der Kamera
- Alternativtitel ist Top Line – Die Schlagzeile

## Kritik
„Schlecht gespielte, mäßig unterhaltsame Geschichte, in die allzu viele Elemente aus verschiedenen Genres (Abenteuer-, Science-Fiction-, Horrorfilm) hineingepackt wurden.“

„Franco Nero („Djangos Rückkehr“) in einem Film für Däniken-Freunde. Die haarsträubende Mischung aus Action, Abenteuer, Science-Fiction und Horror kommt zwar nicht ohne Längen aus, dafür werden dem Zuschauer so viele Überraschungen geboten, daß er interessiert dabeibleibt.“

## Synchronisation
| Rolle             | Darsteller     | Synchronsprecher |
| ----------------- | -------------- | ---------------- |
| Ted Angelo        | Franco Nero    | Thomas Danneberg |
| Heinrich Holzmann | George Kennedy | Edgar Ott        |